# Charles Spencer-Churchill, 9:e hertig av Marlborough
Charles "Sunny" Spencer-Churchill, 9:e hertig av Marlborough, född 13 november 1871, död 30 juni 1934, var en brittisk ädling. Han var son till George Charles Spencer-Churchill, 8:e hertig av Marlborough (1844–1892) och hans första maka, lady Albertha Hamilton (1847–1932).
Hertigen utnämndes till Privy Counsellor av drottning Viktoria 1894. År 1900 var han med i boerkriget och utnämndes till överstelöjtnant 1914. Han utnämndes 1902 till riddare av Strumpebandsorden.
Han använde en hel del av sin förmögenhet på att restaurera familjegodset Blenheim Palace , som var ganska nedgånget vid hans tillträde som hertig 1892.

## Familj
Gift 1:o 1895 med Consuelo Vanderbilt (1870–1964) (skilda 1921); gift 2:o 1921 med Gladys Marie Deacon (1881–1977).
- John Albert William Spencer-Churchill, 10:e hertig av Marlborough (1897–1972); gift 1:o 1920 med Hon Alexandra Mary Cadogan (1900–1961); gift 2:o 1972 med Laura Charteris (1915–1990)
- Lord Ivor Charles (1898–1956); gift 1947 med Elizabeth Cunningham